# IC 4691
IC 4691 је спирална галаксија у сазвјежђу Змијоноша која се налази на листи објеката дубоког неба у Индекс каталогу.
Деклинација објекта је + 11° 49' 44" а ректасцензија 18h 8m 45,6s. Привидна величина (магнитуда) објекта IC 4691 износи 14,7 а фотографска магнитуда 15,5. IC 4691 је још познат и под ознакама CGCG 84-19, PGC 61456.